# Resolutie 1587 Veiligheidsraad Verenigde Naties
Resolutie 1587 van de Veiligheidsraad van de Verenigde Naties werd op 15 maart 2005 unaniem door de VN-Veiligheidsraad aangenomen en verlengde de waarnemingsgroep die de schendingen van het wapenembargo tegen Somalië onderzocht.

## Achtergrond
In 1960 werden de voormalige kolonies Brits Somaliland en Italiaans Somaliland onafhankelijk en samengevoegd tot Somalië. In 1969 greep het leger de macht en werd Somalië een socialistisch-islamitisch land. In de jaren 1980 leidde het verzet tegen het totalitair geworden regime tot een burgeroorlog en in 1991 viel het centrale regime. Vanaf dan beheersten verschillende groeperingen elke een deel van het land en enkele delen scheurden zich ook af van Somalië.

## Inhoud

### Waarnemingen
Het proces van nationale verzoening in Somalië maakte vorderingen en er werden verdere stappen verwacht van de overgangsregering om het grondgebied effectief te besturen. Er was een wapenembargo van kracht tegen het land, maar desondanks bleven de wapens binnenstromen.

### Handelingen
Alle landen waren verplicht zich aan het opgelegde embargo te houden. De secretaris-generaal werd gevraagd om de waarnemingsgroep die schendingen van het embargo onderzocht opnieuw op te richten voor zes maanden om onder meer het onderzoek naar de uitvoering van het embargo voort te zetten, de lijst met schenders bij te werken, aanbevelingen te doen in verband met die schendingen en te kijken hoe bepaalde landen het embargo beter konden uitvoeren.

## Verwante resoluties
- Resolutie 1519 Veiligheidsraad Verenigde Naties (2003)
- Resolutie 1558 Veiligheidsraad Verenigde Naties (2004)
- Resolutie 1630 Veiligheidsraad Verenigde Naties
- Resolutie 1676 Veiligheidsraad Verenigde Naties (2006)

Lijst ·  1581 ·  1582 ·  1583 ·  1584 ·  1585 ·  1586 ·  1587 ·  1588 ·  1589 ·  1590 ·  1591 ·  1592 ·  1593 ·  1594 ·  1595 ·  1596 ·  1597 ·  1598 ·  1599 ·  1600 ·  1601 ·  1602 ·  1603 ·  1604 ·  1605 ·  1606 ·  1607 ·  1608 ·  1609 ·  1610 ·  1611 ·  1612 ·  1613 ·  1614 ·  1615 ·  1616 ·  1617 ·  1618 ·  1619 ·  1620 ·  1621 ·  1622 ·  1623 ·  1624 ·  1625 ·  1626 ·  1627 ·  1628 ·  1629 ·  1630 ·  1631 ·  1632 ·  1633 ·  1634 ·  1635 ·  1636 ·  1637 ·  1638 ·  1639 ·  1640 ·  1641 ·  1642 ·  1643 ·  1644 ·  1645 ·  1646 ·  1647 ·  1648 ·  1649 ·  1650 ·  1651